# 前43年
| 千纪： | 前1千纪 |
| 世纪： | 前2世纪 \| 前1世纪 \| 1世纪                                                                                |
| 年代： | 前70年代 \| 前60年代 \| 前50年代 \| 前40年代 \| 前30年代 \| 前20年代 \| 前10年代                           |
| 年份： | 前48年 \| 前47年 \| 前46年 \| 前45年 \| 前44年 \| 前43年 \| 前42年 \| 前41年 \| 前40年 \| 前39年 \| 前38年 |
| 纪年： | 西汉永光元年                                                                                               |

## 大事记
- 罗马共和国
  - 后三头同盟

## 逝世
- 西塞羅